# Эдельман, Фанни
Фанни Хаковкис (исп. Fanny Jacovkis), более известная как Фанни Эдельман (исп. Fanny Edelman; 27 февраля 1911 — 1 ноября 2011) — аргентинская политическая деятельница еврейского происхождения, участвовавшая в интернациональных бригадах в защиту Второй Испанской Республики и в международном женском движении. До своей смерти была почётным председателем Коммунистической партии Аргентины.

## Биография
Фанни Хаковкис родилась в аргентинской Кордове в семье еврейских эмигрантов из Российской империи, бежавших от еврейских погромов. Её отец Фелипе Хаковкис (Липа-Бер Шлёмович Рабинович, 1886—1967) происходил из еврейской земледельческой колонии Згурица (Сорокского уезда Бессарабской губернии), мать — Аида Хаковкис (урождённая Юсим, ?—1937). У неё были братья Давид Хаковкис (1917—1976), математик, и Агустин «Тото» Хаковкис (1921—1982). После того, как её отца уволили с работы в телеграфе, её семья переехала в Вилья Хенераль Бельграно. Затем они перебрались в Буэнос-Айрес, когда ей было 13 лет. С 14-летнего возраста работала в текстильной промышленности, затем, проучившись в Национальной консерватории Аргентины, стала учительницей музыки.
После военного переворота генерала Хосе Феликса Урибуру против президента Иполито Иригойена в 1930 году стала посещать кружок левых интеллектуалов, куда входили художник Фабио Хебекер, писатели Альваро Юнке и Леонидас Барлетта. Они убедили её в 1934 году присоединиться к Коммунистической партии Аргентины и Международной Красной помощи (МОПР), в рамках которой она могла помогать аргентинским политзаключённым.
В 1936 году она вышла замуж за журналиста, общественного активиста и участника профсоюзных забастовок Бернардо Эдельмана. Вместе они были мобилизованы Коммунистической партией для участия в сопротивлении испанских республиканцев в Гражданской войне в Испании. Прибыв с мужем в сентябре 1937 года в Валенсию, они вступили в интернациональные бригады. Там они встретились с испанскими поэтами и драматургами Мигелем Эрнандесом и Антонио Мачадо; с последним пара особенно тесно сотрудничала в кампании по ликвидации безграмотности среди республиканских бойцов. Бернардо был репортёром газеты «Nueva España», а Фанни работала в Международной Красной помощи
Из-за наступления франкистских сил им пришлось отступить в Барселону, а затем вернуться в Аргентину в мае 1938 года. Получив известность во время испанской гражданской войны, Фанни продолжала активно участвовать с международных кампаниях солидарности — с СССР в годы Второй мировой войны (занималась сбором средств для Красной армии), с красным Китаем, сопротивлением Вьетнама американской агрессии, социалистическим правительством Сальвадора Альенде в Чили, революциями в Португалии и Никарагуа. В качестве коммунистического лидера она встречалась с Фиделем Кастро, Вильмой Эспин и своим земляком Че Геварой, когда тот руководил Центральным банком Кубы. В 1947 году участвовала в создании прокоммунистического Союза женщин Аргентины. 
В 1972 году она возглавила Международную демократическую федерацию женщин, в рамках которой выступала за права женщин и трудящихся в условиях наступления военных диктатур в Латинской Америке, а также провела несколько семинаров в Латинской Америке, Азии и Африке и способствовала проведению Международного года женщин и Совещания ООН в Найроби в 1975 году. В своей борьбе за права человека во время аргентинской диктатуры 1976—1983 годов она в 1978 году представила около 200 свидетельств родственников и жертв репрессий перед Комиссией ООН по правам человека в Женеве.
Была президентом (председателем) Коммунистической партии Аргентины с 15 апреля 1970 года до дня своей смерти. По случаю её 100-летия ей были возданы почести в Национальном театре имени Сервантеса при участии различных организаций и политических деятелей. Фанни Эдельман скончалась 1 ноября 2011 года в Буэнос-Айресе. У неё есть дочь, Люси Эдельман.
Племянник (сын её брата Давида) — математик Пабло Мигель Хаковкис (исп. Pablo M. Jacovkis, род. 1945), профессор Университета Буэнос-Айреса.

## Отражения в культуре
- В игре Hearts of Iron IV, если в Аргентине  пойти по пути коммунизма её можно выбрать в качестве правителя и генерала.

## Произведения
- Banderas, pasiones, camaradas (1996)
- Feminismo y marxismo: conversación con Claudia Korol (2001)

## Награды
- : Орден Хосе Марти, март 2011.
- : Орден Дружбы народов, 26 февраля 1981.